# Frente Revolucionario Antifascista Vasco-aragonés
El Frente Revolucionario Antifascista Vasco-aragonés (Acortado comúnmente como FRAVa) fue una organización terrorista activa de 1978 a 1980, centrando sus ataques en las ciudades de Madrid, Zaragoza y Cataluña. Estaba integrado por militantes de extrema izquierda de Aragón, algunos de ellos procedentes de la Joven Guardia Roja, y tenían contactos con ETA político-militar (una escisión de la banda, que decretó una tregua tras el 23-F de 1981 y se disolvió en 1984).

## Historia
El primer ataque del FRAVA ocurrió el 21 de diciembre de 1978, cuando tres miembros asesinaron de un disparo de escopeta a un policía municipal llamado Benjamín Díaz González, cuando este dirigía el tráfico cerca de la Cruz de los Caídos de Zaragoza. Testigos mencionaron que los sospechosos se retiraron del lugar sin alguna prisa. Cerca de un mes después, durante la madrugada del 25 de enero de 1979, miembros del FRAVA arrojaron un Cóctel molotov al garaje de la policía local en Zaragoza, el cual provocó un incendio, lo que derivó en un tiroteo, que no dejó heridos.
Un año después, el 26 de marzo de 1980, es secuestrado en Barcelona Jesús Serra Santamans fue secuestrado y después de reclamar un rescate de 50 millones de pesetas lo dejaron en libertad en un saco de dormir cerca de Candasnos, siendo liberado el 31 de mayo del mismo año.
No fue hasta el 2 de mayo del mismo año, cuando sujetos armados subieron por uno de los ascensores hasta la séptima planta de las oficinas de General Motors en Zaragoza, se toparon con dos ejecutivos de la empresa, a los que encañonaron, acto seguido disparando en el cuello al vigilante, lo que causó su muerte. Falleció poco después, cuando era trasladado al hospital. Los atacantes dejaron tras de si unas gafas de sol y un pasamontañas, además de que el caso fue archivado un mes después por falta de pruebas contundentes para seguir la investigación. Este asesinato no fue reivindicado por alguna banda, pero las autoridades señalaron al FRAVa.

## Reapertura de casos

### Caso Jesús Argudo
Los familiares del exguardia civil Jesús Argudo han mencionado que desde el asesinato, tanto la empresa como las autoridades se desentendieron de la investigación. Menciona el hijo de la víctima (también llamado Jesús), que dos representantes de GM  llegaron a su casa justificandose que Argudo no formaba parte directamente de la plantilla de la empresa, por lo que no iban a hacerse cargo de lo ocurrido. No fue hasta el 26 de diciembre del 2018, cuando la Audiencia Nacional, bajo la aprobación  fiscal Carmen Monfort (la cual ya había tenido acercamiento con los familiates de la víctima) autorizó reabrir la investigación.
En las primeras resoluciones del 23 de abril de 2019 se concluyó que pese a las diligencias practicadas por las autoridades desde el mes de abril de 2018 hasta abril del siguiente año, no obtuvieron éxito al siquiera encontrar indicios que permitan concluir quiénes fueron los autores materiales del asesinato de Jesús Argudo Cano.